# Djamel Amani
Djamel Amani (Blida, 17 giugno 1962) è un ex calciatore algerino, di ruolo difensore.

## Carriera

### Club
Ha giocato in Algeria, in Turchia, e nel massimo campionato belga con l'Anversa.

### Nazionale
Ha esordito con la Nazionale algerina nel 1986. Nel 1990 ha vinto la Coppa d'Africa.

## Palmarès

### Nazionale
- Coppa d'Africa: 1

Algeria 1990